# 天啓 (陶磁器)
天啓（てんけい）は、明代末期の天啓年間に製作された赤絵磁器。
1621年から1627年にかけての7年間のみ製作された簡素飄逸な赤絵の器で、中国大陸に残っているものは非常に少ない。
日本で茶人に愛用されるなどして多くが残り、日本に輸出向けに作られたのではないかとも言われ、後世の日本各地の磁器産地で写しが製作された。
天啓と銘ある、ダルマの陶磁器